# Kirby Air Ride
Kirby Air Ride (カービィのエアライド, Kābī no Ea Raido) é um jogo eletrônico de corrida desenvolvido pela HAL Laboratory e publicado pela Nintendo para o GameCube. O jogo foi lançado em 22 de fevereiro de 2004 na América do Norte. Kirby Air Ride vendeu 422.311 cópias no Japão e aproximadamente 750 mil nos Estados Unidos.